# Friedrich Emil Ferdinand Heinrich von Kleist
Friedrich Emil Ferdinand Heinrich von Kleist, Nollendorf grófja (Berlin, 1762. április 9. – Berlin, 1823. február 17.) porosz tábornok.

## Élete
Részt vett mint hadnagy a bajor örökösödési háborúban, 1803-ban tábornoksegéde lett a királynak, aki különböző megbízásokat adott neki. Részt vett az 1806 és 1807-es háborúban, 1808-ban átvette az alsó-sziléziai dandár parancsnokságát és 1809-ben Berlin parancsnoka volt. 1813-ban altábornagy lett, kitüntetéssel harcolt Halle és Bautzen mellett, augusztus 30-án a visszavonulásnál Nollendorf mellett hátulról megtámadta Vandamme hadtestét és megsemmisítette. Lipcsénél ő vezette a markkleebergi csatát és Franciaországban Etoges, Laon és Párizs mellett tűnt ki. 1804. június 3-án Nollendorf grófjává emelték és a 6. porosz gyalogezred főnökévé tették. Az 1805-ös csatától betegsége tartotta vissza. 1821-ben mint tábornagy meg is vált a szolgálattól.